# 佘昌祚
佘昌祚（？—1631年），號冀望，四川重慶府合州銅梁縣人，明朝政治人物。

## 生平
十一月二十八日生。萬曆三十一年（1603年）癸卯科四川鄉試第十三名舉人，四十七年（1619年）己未科三甲第十名進士，户部觀政，授興化府推官，天啟元年（1621年）任福建鄉試同考官，丁父憂，天啓六年（1626年）補廣平府推官，崇禎元年（1628年）三月考選刑科给事中，三年升刑科都給事中，以忤吏部尚書王永光，出為順德府知府，崇祯四年辛未卒。

## 家族
高祖佘韜；曾祖佘騰漢；祖父佘藻；父佘自強，延绥巡抚。